# キャンディ王宮

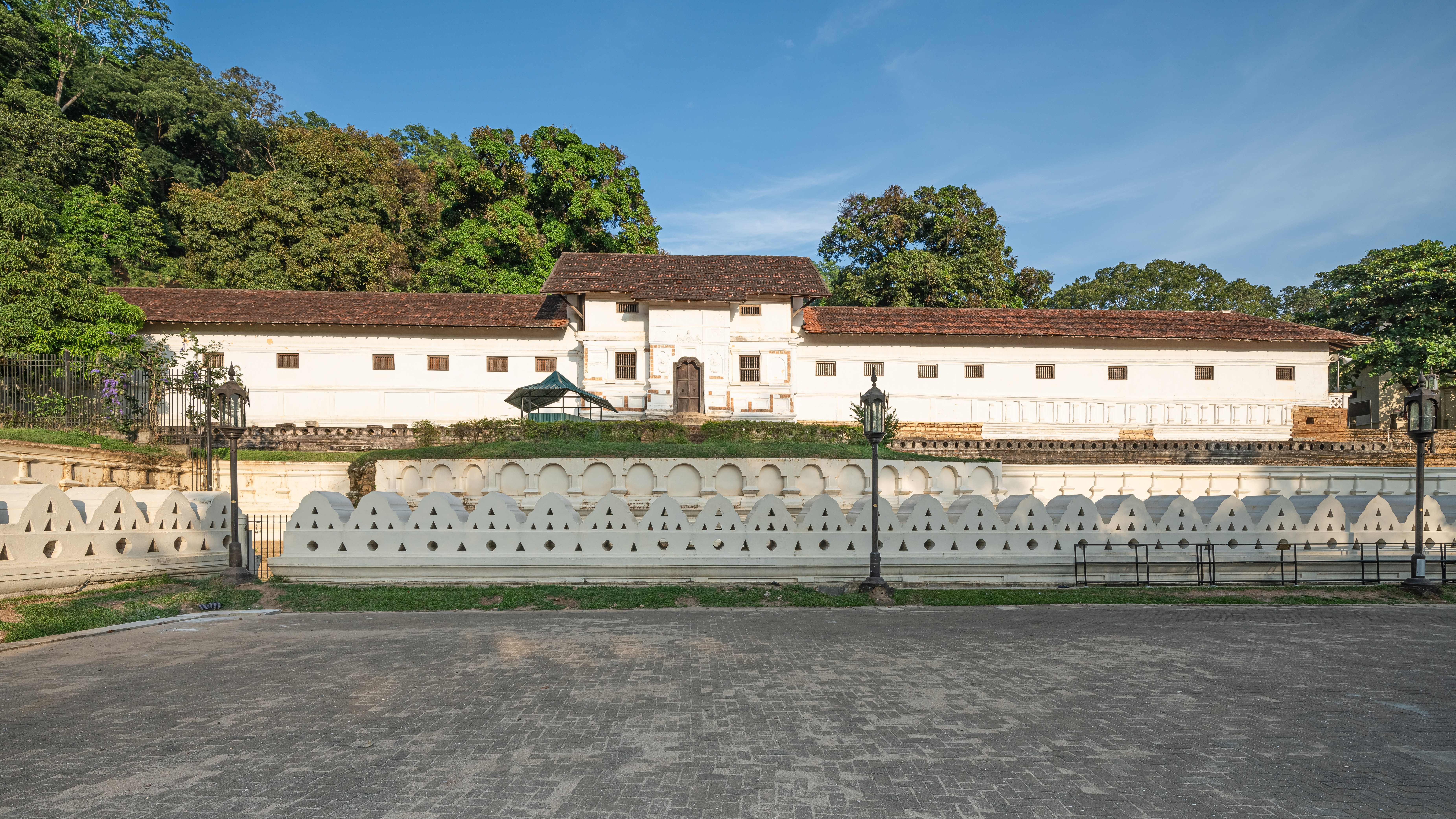
キャンディ王宮

キャンディ王宮（英語: Royal Palace of Kandy）はスリランカの中部州キャンディにあるキャンディ王国時代の宮殿。
16世紀末にウィマラ・ダルマ・スリヤ1世が付近のダラダー・マーリガーワ寺院（仏歯寺）などと同様の時代に建築したヨーロッパ調の建物である。ポルトガル占領下時代には留置所として使われていた。
2012年現在建物の大部分は考古学博物館として公開されているが、一部はイギリスの公的機関として使用されている。